# Студент

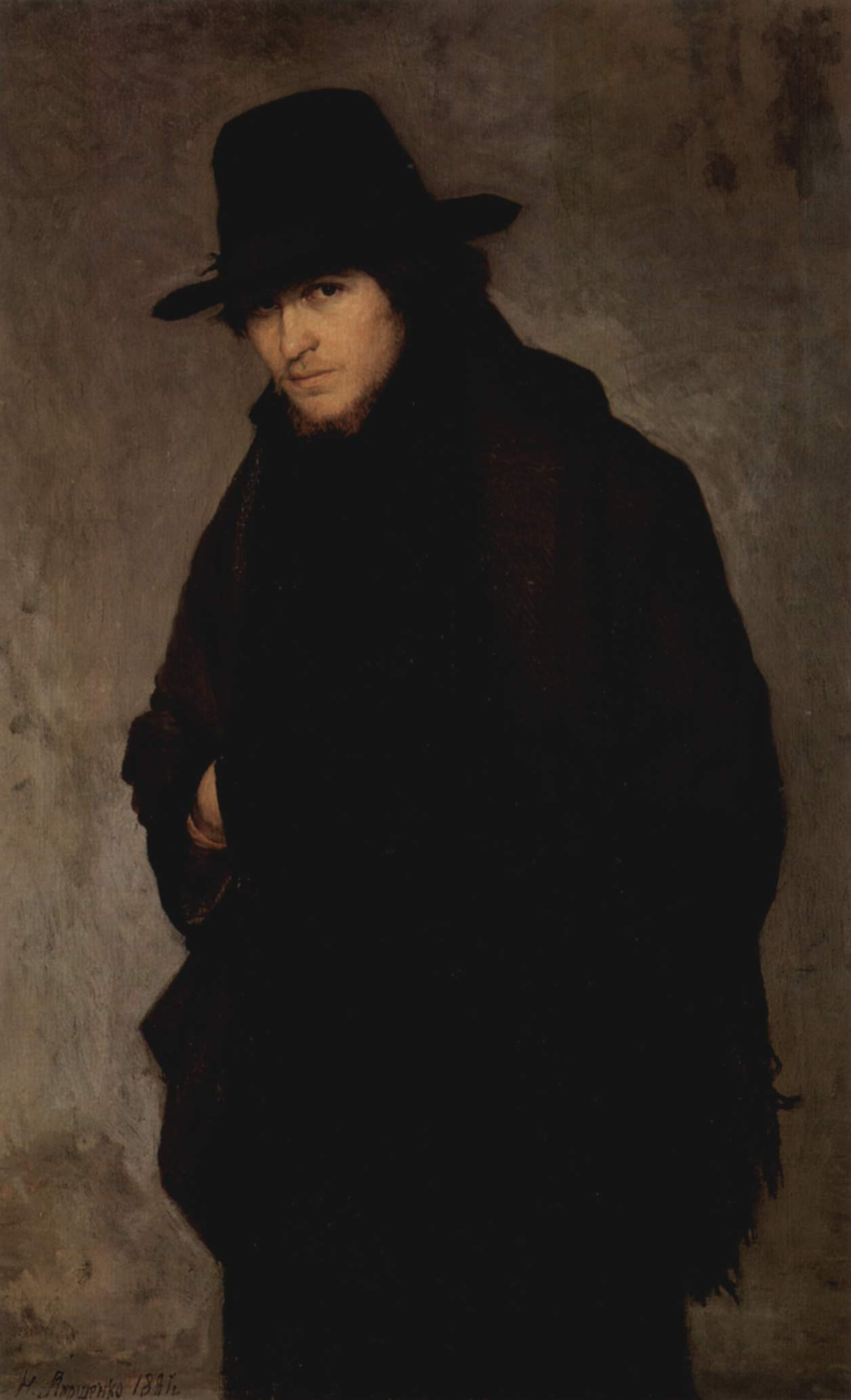
Н. А. Ярошенко. «Студент», 1881 год.

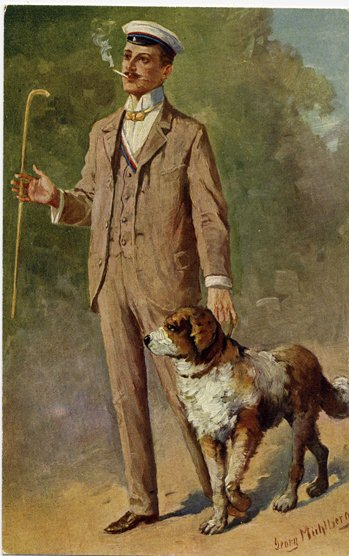
«Идеальный студент» (1900 год)

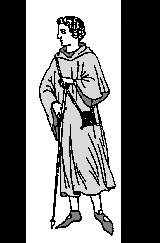
Студент Средневековья.

Скульптура студента возле МАДГТУ.

Студе́нт, студентка (от лат. studens «усердно работающий человек, занимающийся работой и учёбой») — учащийся высшего, в некоторых государствах и странах и среднего учебного заведения.
Понятие «студент» существует со времён Древнего Рима, хотя вкладывавшийся в него смысл существенно различался в разные эпохи и в разных культурах. В целом, это понятие относилось к учащимся на достаточно продвинутом этапе, когда (с учётом характера учебно-образовательной деятельности) неуместно говорить о воспитании или прививании простейших навыков, как в отношении детей. Обычно студент — это человек от юношеского до 25—30-летнего возраста.
В СССР и постсоветской России под «студентом», как правило, подразумевали получающего высшее образование. В середине 2010-х годов таких лиц было порядка трёх миллионов. Иногда студентами называют учащихся техникумов и даже профессиональных училищ, а также лиц, занимающихся на курсах, например языковых, для взрослых. Студентов высших учебных заведений, не имеющих родителей с законченным высшим образованием, часто называют студентами первого поколения.

## Возникновение понятия
В Древнем Риме и в Средние века студентами назывались любые лица, занятые процессом познания.
С основанием в XII веке университетов термин стал употребляться для обозначения обучающихся и преподающих в них лиц, а после введения учёных званий для преподавателей (магистр, профессор и других) — только учащихся.
Во время возникновения первых университетов языком науки и делопроизводства являлась латынь. Студентов в те времена называли схоларами (scholaris — ученик, от лат. schola — школа). Это слово в настоящее время используется по отношению к школьникам (школярам) и, иногда, к обладателям поверхностных знаний в чём-либо.
В ранний период Нового времени появилось обозначение лат. studiosus («интересующийся»). Немного позднее[когда?]

 появилось слово studente (причастие настоящего времени), которое и по настоящий момент служит в русском языке обозначением для учащегося высшего учебного заведения (вуза).
В современных вузах, ведущих обучение по ступеням бакалавриата и магистратуры (Болонская система), наименование «студент» применяется для обеих ступеней, например, «студент бакалавриата», «студент магистратуры». Наряду с этим, для обучающихся в магистратуре используется понятие «магистрант».
Поступающие в университеты молодые люди до их зачисления называются абитуриентами.
В словаре А. Д. Михельсона 1865 года упоминается особый термин со словом «студент», а именно «действительный студент». В Российской империи тех лет такой термин означал не учащегося вуза, а учёную степень, присваивавшуюся выпускникам и дающую право на государственный чин 12 класса.

## В постсоветской России
В пункте 3 статьи 33 Федерального закона «Об образовании в Российской Федерации» устанавливается понятие студента: «лица, осваивающие образовательные программы среднего профессионального образования, программы бакалавриата, программы специалитета или программы магистратуры».
Специального федерального закона, регулирующего сферу профессионального образования, в Российской Федерации не существует.
Практикуется очное, очно-заочное и заочное обучение.
В начале 2010-х годов в России в связи с демографическим кризисом обсуждался вопрос о резком (с 1115 до 200) сокращении числа вузов (в 2012 году школу закончило всего 700 тыс. учеников). Планировалось уволить 100 тыс. преподавателей (каждого четвёртого) в связи с грядущим уменьшением количества студентов на 1 млн каждый год. До 2015 года сокращение профессорско-преподавательского состава составило 20—50 %.
К 2017 году общее число студентов в России составило 4,4 миллиона человек по сравнению с 7,4 миллиона в 2009 году. Среди студентов России процент работающих составляет 40—45 %.

## Пространственная мобильность
Уже в средние века студент (странствующие студенты) часто покидал место постоянного проживания своей семьи с целью поиска лучшей для себя школы или даже определённого учителя, в иных случаях целью было обрести деловые и личные связи и, тем самым, легче трудоустроиться в более привлекательном в каком-либо отношении (научном, культурном, профессиональном, религиозном и т. д.) месте. В XIX веке появилась и усилилась мода на обучение в столицах, а также за границей, причём часто в нескольких ВУЗах. В XX веке, с появлением современных средств транспорта и СМИ, студенческая подвижность и сопровождающие её перемещения к местам обучения получила ещё большее распространение.
По степени удалённости студента от места постоянного проживания своей семьи выделяются: иногородние студенты, совершившие переезд с целью получения образований в пределах одной страны, и международные студенты, выезжающие на учёбу за рубеж. В некоторых странах студенческие переезды за пределы региона своего постоянного проживания пресекаются командно-административными приёмами. Например, в США и Канаде применяется повышение платы за обучение студентов из других округов до уровня, который в несколько раз превышает плату, взимаемую со студентов своего округа. Количество российских студентов, учащихся за границей в 2012 году, составило 50 642 человек.